# Hörselberg-Hainich
Hörselberg-Hainich é um município da Alemanha, situado no distrito de Wartburg, no estado da Turíngia. Tem 142 km² de área, e sua população em 2019 foi estimada em 6.101 habitantes.